# کوین مک‌دونالد (بازیکن فوتبال، زاده ۱۹۸۸)
کوین مک‌دونالد (انگلیسی: Kevin McDonald؛ زادهٔ ۴ نوامبر ۱۹۸۸) بازیکن فوتبال اهل بریتانیا است.
از باشگاه‌هایی که در آن بازی کرده‌است می‌توان به باشگاه فوتبال شفیلد یونایتد، باشگاه فوتبال فولام، باشگاه فوتبال داندی، باشگاه فوتبال برنلی، باشگاه فوتبال ولورهمپتون واندررز، باشگاه فوتبال نوتس کانتی، و باشگاه فوتبال اسکانتورپ یونایتد اشاره کرد.
وی همچنین در تیم‌های ملی فوتبال زیر ۲۱ سال اسکاتلند، و اسکاتلند بازی کرده‌است.